# Relations entre l'Union africaine et l'Union européenne
Les relations entre l'Union africaine et l'Union européenne sont anciennes et reposent sur des liens économiques, commerciaux, historiques, politiques et sécuritaires.

## Premières relations
Les premières relations entre l'Union africaine et l'Union européenne remontent à l'Organisation de l'unité africaine (OUA), qui a précédé l'Union africaine. En effet, l'OUA a entamé les négociations avec la Communauté économique européenne au nom des États Afrique-Caraïbes-Pacifique. Ces négociations ont conduit à l'adoption de la première convention de Lomé en 1975.
La mission permanente de l'OUA, aujourd'hui UA, à Bruxelles, a été établie en 1979.

## Sommets Union africaine-Union européenne
Dix ans après l'adoption de la stratégie commune Afrique-UE, le cinquième sommet UA-UE qui se tient en novembre 2017 est un moyen de renforcer les liens politiques et économiques entre les deux continents ; les priorités présentées par les représentants des deux groupes sont « l'avenir des relations entre l'UE et l'Afrique, et l'investissement dans la jeunesse ». C'est une priorité pour le continent africain, dont 60 % de la population a moins de 25 ans,.
D'autres priorités du partenariat UE-Afrique sont examinées au cours du sommet, notamment :
- la paix et la sécurité (notamment face aux menaces terroristes qu’affronte le G5 Sahel, la Force multinationale mixte[4] et à la crise migratoire en Europe) ;
- la gouvernance, notamment la démocratie, les droits de l'homme, les migrations et la mobilité ;
- les investissements et le commerce (un certain nombre d'accords commerciaux sont déjà en place, notamment avec les pays ACP (accord de Cotonou)).

## Sources

## Compléments